# Saint-Léger-sur-Vouzance
Saint-Léger-sur-Vouzance é uma comuna francesa na região administrativa de Auvérnia-Ródano-Alpes, no departamento Allier. Estende-se por uma área de 18,42 km². Em 2010 a comuna tinha 272 habitantes (densidade: 14,8 hab./km²).